# Östansjösjön (Nordingrå socken, Ångermanland)
Östansjösjön är en sjö i Kramfors kommun i Ångermanland och ingår i Nätraån-Ångermanälvens kustområde. Sjön har en area på 0,264 kvadratkilometer och ligger 30,2 meter över havet. Sjön avvattnas av vattendraget Sundströmmen.

## Delavrinningsområde
Östansjösjön ingår i det delavrinningsområde (698614-162440) som SMHI kallar för Inloppet i Högforstjärnen. Medelhöjden är 90 meter över havet och ytan är 10,74 kvadratkilometer. Det finns inga avrinningsområden uppströms utan avrinningsområdet är högsta punkten. Avrinningsområdets utflöde Sundströmmen mynnar i havet. Avrinningsområdet består mestadels av skog (68 procent). Avrinningsområdet har 0,95 kvadratkilometer vattenytor vilket ger det en sjöprocent på 8,8 procent.